# Castillo de Châteauneuf-sur-Loire
El Castillo de Châteauneuf-sur-Loire (en francés: Château de Châteauneuf-sur-Loire) es un castillo, museo, con parque diseñado por Le Nôtre, orangerie y jardín botánico, con una extensión de 22 hectáreas, en Châteauneuf-sur-Loire, Francia.
El edificio está inscrito en los "Monuments Historiques" (Monumentos Históricos de Francia) y está catalogado en la "base Mérimée", base de bienes del patrimonio arquitectónico francés, del ministerio de Cultura de Francia.
El edificio está situado en el interior del perímetro de Valle del Loira inscrito como Patrimonio de la Humanidad de la Unesco.
El « Musée de la marine de Loire » (Museo de la marina del Loira), instalado en los antiguos establos del castillo de Châteauneuf-sur-Loire, está consagrado a la navegación en el Loira. Posee la etiqueta de « musée de France » según la ley n.º 2002-5 de 4 de enero de 2002

## Localización
"Châteauneuf-sur-Loire" se encuentra situado en la región de Centro, departamento de Loiret, en el distrito de Orléans, en la región natural de Val de Loire. Es el chef-lieu y mayor población del cantón de Châteauneuf-sur-Loire. El castillo que es sede del ayuntamiento de la localidad se ubica en el centro de la localidad entre las plazas de Douves y Aristide-Briand, en la proximidad de la ribera norte del río Loira.
Château de Châteauneuf-sur-Loire Hôtel de Ville - 1, Place Aristide Briand Code Postal 45110 Châteauneuf-sur-Loire, Département Loiret, Centre-Val de Loire, France-Francia. 
Planos y vistas satelitales, 47°51′51″N 2°13′00″E / 47.86417, 2.21667
Está abierto todo el año, y se cobra una tarifa de entrada.

## Historia
El castillo fue construido en el sitio que ocupaba un castillo real por el duque de La Vrillière. Del castillo original, no queda de la época de la construcción nada más que un pabellón que fue edificado a finales del siglo XVII y cuyo interior ha sufrido algunos cambios realizados por el duque de Penthièvre. Los antiguos fosos fueron transformados en jardines.
Los jardines se crearon como un telón de fondo del castillo, y se atribuye a Le Nôtre en el siglo XVII, cubriendo más de 20 hectáreas. Así, Le Nôtre, había imaginado los jardines « à la française » como un "pequeño Versalles". La propietaria del castillo, unos años más tarde, Eulalie Lebrun, los hizo remodelar por el paisajista René Charles Huillard d’Hérou en 1821 como un parque « à la anglaise », plantando una notable colección de especies raras de los cuales permanecen actualmente una cuarentena de árboles notables y una hermosa avenida de rododendros y azaleas arborescentes, magnolias gigantes y árboles de tulipán que florecen en mayo y junio que cada año crean admiración en el público.
Los herederos de Eulalie Lebrun habitaron el castillo hasta 1925. Dueño desde 1934, el "Consejo General del Loira" siempre ha seguido el desarrollo y la gestión del parque, clasificado y considerado como un "Área Natural Sensible", con el mismo espíritu que los jardineros de alto vuelo.
En los vestigios del magnífico palacio, el actual castillo ahora alberga parte del Ayuntamiento de Châteauneuf-sur-Loire, pero sobre todo desde 1962, un museo de la marina del Loira ubicado en los antiguos establos del castillo.
El conjunto está inscrito en los "Monuments Historiques" (Monumentos Históricos de Francia) y está catalogado en la "base Mérimée", base de bienes del patrimonio arquitectónico francés, del ministerio de Cultura de Francia. Así el Pabellón octogonal; el edificio de los antiguos establos y el gran pabellón situado en el ángulo sureste del antepatio, denominado "pavillon de l'Horloge": « classement par arrêté  » del 24 de junio de 1927 ; la rejas de entrada y los dos pabellones que lo encuadran, orangerie y alameda del "ancien château": « classement par arrêté  » de 11 de julio de 1942.

## Museo de la marina del río Loira

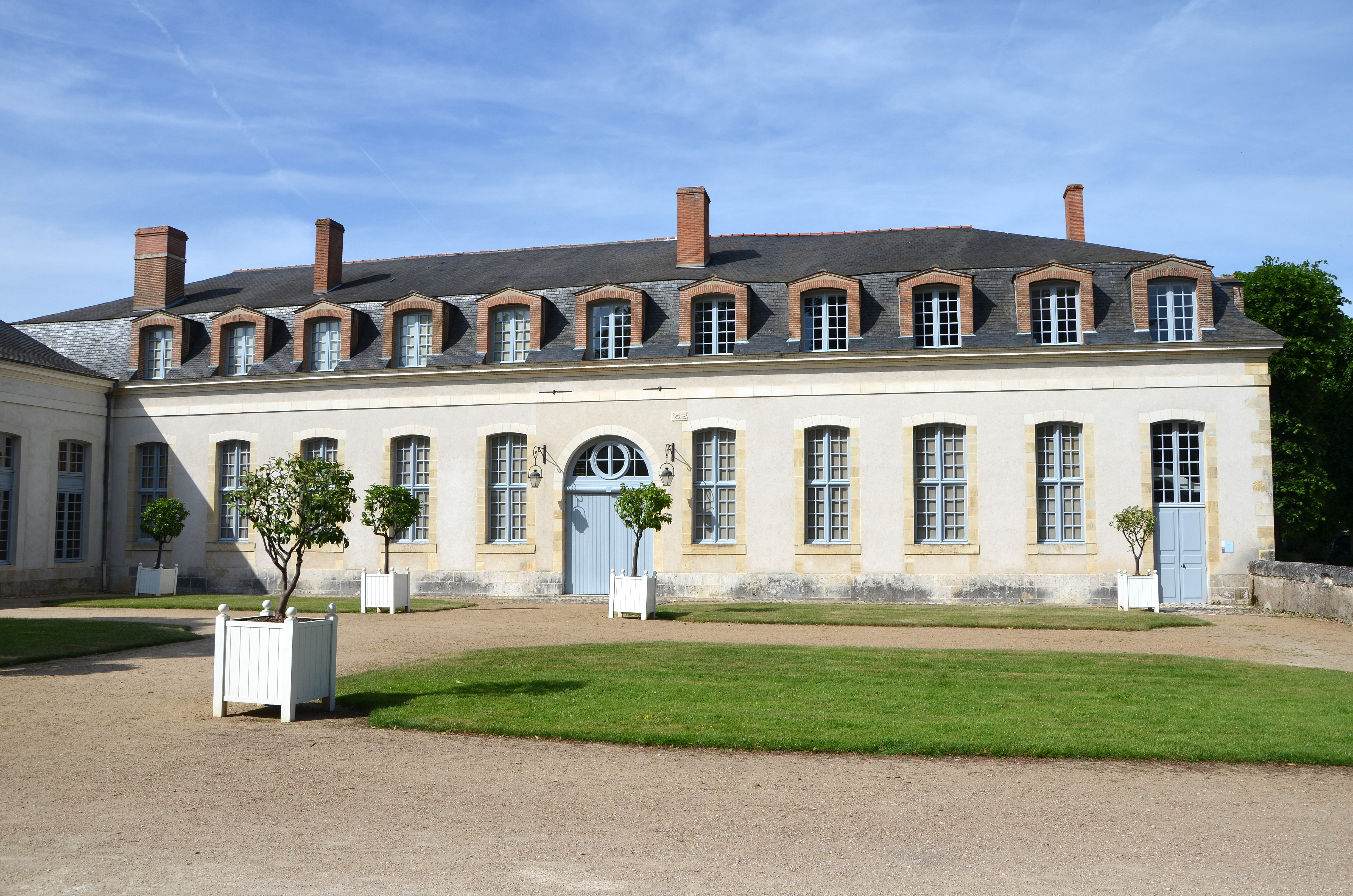
El museo de la marina del Loira, se ubica en los antiguos establos del castillo.

El museo alberga tanto los objetos técnicos o los hombres y las costumbres cotidianas, una iconografía rica (óleo sobre lienzo, litografías, grabados, fotografías) y una excepcional colección de loza de Nevers. Numerosos modelos de naves y un centro de documentación completan el museo (3000 y 1500 documentos artículos).

## Parque del castillo de Châteauneuf-sur-Loire
Además de un parque botánico con árboles centenarios y un callejón impresionante de 800 m longitud de rhododendron, desde 2011 se acondiciona una nueva área de 7 hectáreas diseñada por el "Consejo General del Loira" que conecta el parque con el río Loira. Un sitio de gran riqueza florística para descubrir en familia.
Un arboreto de gran interés. Delante de la "orangerie" donde hubo un jardín « à la française » y se puede vislumbrar el antiguo diseño del parque que hizo André Le Nôtre. Actualmente es un jardín « à la anglaise » de parque arbolado de 22 hectáreas. Los senderos bordeados de boj y frutales  jardín de iris y grandes árboles majestuosos (tilos, cedros, hayas, fresnos, robles, Ginkgo biloba, Styphnolobium japonicum, Maclura pomifera, Liriodendron tulipifera, Magnolia grandiflora, ciprés calvo,  carpes) ... con el correspondiente sotobosque donde se puede observar narcisos, Primula elatior, Anemone ranunculoides, Scilla bifolia, ciclamenes o azafranes según las estaciones del año.
A lo largo del pequeño río serpenteante del foso del castillo hasta la orilla del Loira, hay un "recorrido botánico" para descubrir los árboles notables de los cuales la mayoría se plantaron entre 1800 y 1831 (incluyendo la doble avenida de los tilos, sino también robles, carpes, olmos, fresnos ...) y el hogar de unas 68 especies de aves, entre otras Erithacus rubecula, Sitta europaea, Coccothraustes coccothraustes, Certhia brachydactyla, Dendrocopos major..., y ardillas.
Un nuevo espacio de biodiversidad para explorar. Pasado el templo del amor rehabilitado en 2009, una nueva parte del parque fue abierto al público en septiembre de 2011 para conectar con todos los senderos que recorren las orillas del Loira. Una extensión de 7 hectáreas, acondicionadas por el Departamento de Loiret entre la tierra y el agua, el visitante puede caminar por unas tablas de madera a lo largo de 700 metros desde el foso del castillo al río y un bonito pontón que abarca un espejo de agua.
En esta zona descubrimos, varios estanques alimentados por las aguas del cercano río, un lecho de juncos en torno a un estanque y plantas nativas tal como Epilobium hirsutum, Lysimachia vulgaris, Lythrum salicaria, que florecen en julio. También bellos robles y cipreses calvos bicentenarios con impresionantes raíces neumatóforos ... Lo que es un ecosistema lleno de vida: aves, insectos, anfibios, reptiles ... imaginado como una transición suave y natural entre el parque y el Loira, este paseo en bucle comprende paneles educativos, y es una oportunidad para que el público descubra el funcionamiento y la biodiversidad de los humedales, entorno natural sensible que el Departamento de Loiret desea informar al público a través de un enfoque de sensibilización hacia el entorno.